# Арічу
Арічу (рум. Ariciu) — село у повіті Бреїла в Румунії. Входить до складу комуни Салча-Тудор.
Село розташоване на відстані 152 км на північний схід від Бухареста, 35 км на захід від Бреїли, 40 км на захід від Галаца.

## Населення
За даними перепису населення 2002 року у селі проживали 203 особи, усі — румуни. Усі жителі села рідною мовою назвали румунську.